# Giraffoidea
Giraffoidea é uma superfamília de mamíferos artiodáctilos que inclui apenas três espécies actuais: a girafa, o ocapi, ambas nativas de África, e o antilocapra, nativa da América do Norte.

## Taxonomia
- Género Teruelia † Moya-Sola, 1987
- Género Lorancameryx † Morales et al., 1993
- Género Propalaeoryx † Stromer, 1926
- Família Antilocapridae
  - Género Antilocapra
  - Género Texocerus †
  - Género Ilingoceros †
  - Género Ottoceros †
  - Género Plioceros †
  - Género Proantilocapra †
  - Género Sphenophalos †
  - Género Osbornoceros †
  - Género Capromeryx †
  - Género Ceratomeryx †
  - Género Hayoceros †
  - Género Hexameryx †
  - Género Hexobelomeryx †
  - Género Stockoceros †
  - Género Tetrameryx †
  - Género Cosoryx †
  - Género Meryceros †
  - Género Merycodus †
  - Género Paracosoryx †
  - Género Ramoceros †
  - Género Submeryceros †
- Família Climacoceratidae † (Hamilton, 1978) Gentry, 1994:134 
  - Género Climacoceras
  - Género Prolibytherium
  - Género Orangemeryx
- Família Giraffidae
  - Género Giraffa
  - Género Okapia